# バーナーワーク
バーナーワークはガラスの成形技法の一種で、バーナーの炎によってガラスを熔融し、成形することを称する。
別名、ランプワーク、フレームワーク。

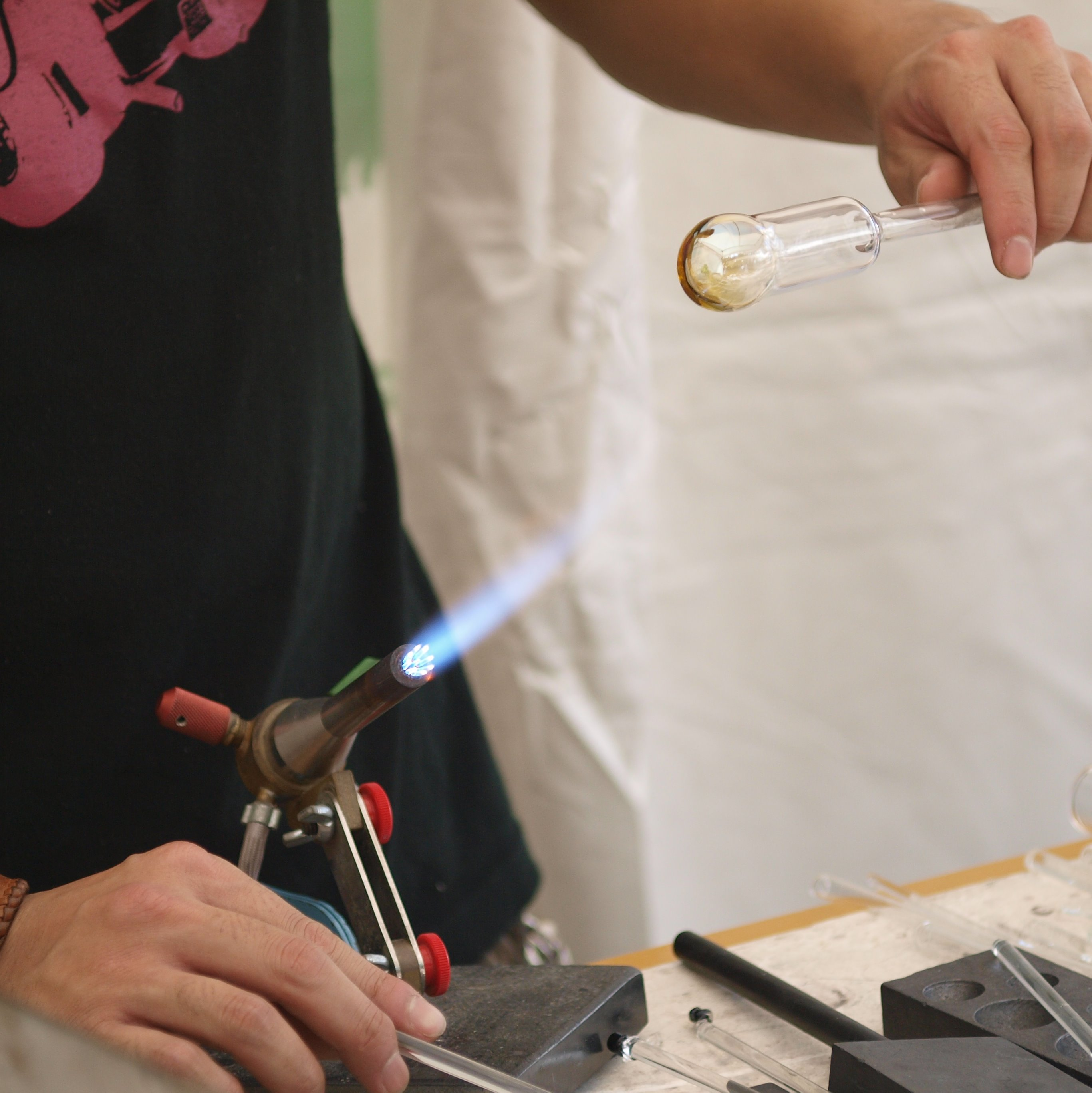
ガラスアーティスト奥村武久による耐熱ガラスを使ったアクセサリーづくりの実演

紀元前4000年ごろに紀元を持つといわれるガラスだが、その最初期段階に、装飾品などの制作にすでに行われていたとされている。棒ガラスや管ガラスを使うことが多く、とんぼ玉やガラスの人形等がよく知られているが、グラスなどの器やアクセサリー全般まで制作可能。また、理化学器具等の制作で行われる技法でもある。
スーパーカミオカンデで使われている、光電子増倍管の入ったガラス球（約1.5m）もバーナーワーク（酸素バーナー）で作られている。比較的簡単な設備で行うことができ、現在では体験工房等で体験することも可能である。

## 技法
使用するガラスや目的とする形にあわせて二通りのバーナーがあり、軟質ガラスを融かすためのエアーバーナーと硬質ガラスを融かすための酸素バーナーとがある。
- 使用バーナー別カテゴリー
  - エアーバーナー：とんぼ玉、細工物・スカルプチャー、など
  - 酸素バーナー：アクセサリー、器、理化学器具、他
- 使用ガラス別カテゴリー
  - 軟質ガラス：硬質ガラスと比較してそれ以下のCOE130あたりのものを呼ぶ。工業製品ではCOE80程度までを並ガラスと呼ぶ。
  - 硬質ガラス：硼珪酸ガラスに代表される、膨張係数(COE)40前後までのガラス。ガラス工芸では、COE34前後のものが使用される。